# Иностранцев, Александр Александрович
Александр Александрович Иностра́нцев (12 [24] июля 1843 или 24 июля 1843, Санкт-Петербург — 31 декабря 1919, Петроград) — русский учёный-геолог, петрограф, палеонтолог, профессор Санкт-Петербургского университета, член-корреспондент Петербургской Академии наук (с 1901). Один из основателей и председатель (с 1888) Общества любителей естествознания, антропологии и этнографии. Член целого ряда геологических, минералогических, антропологических и прочих обществ в России и за рубежом. Действительный статский советник.

## Биография
Родился 12 (24) июля 1843 года в cелении фарфорового завода в окрестностях Санкт-Петербурга. Он был по рождению 6 ребёнком (из 10) в семье А. П. Иностранцева (фельдъегерьский офицер при Императоре Николае I) и Е. М. Добровольской.

### Образование
Окончил 2-ю Санкт-Петербургскую гимназию (1863), после чего поступил на физико-математический факультет Санкт-Петербургского университета. Первоначально увлечённо занимался химией, однако в результате знакомства на старших курсах с геологией и минералогией, под руководством профессоров Э. К. Гофмана и П. А. Пузыревского, изменил свою специализацию. В 1867 году окончил университет и был оставлен для получения профессорского звания.
В 1872 во время стажировки в Италии изучал извержение вулкана Везувий.

### Научная и преподавательская работа
В 1867 году впервые в России применил метод микроскопического исследования горных пород.
В 1868 году А. А. Иностранцев защитил магистерскую диссертацию «Геогностическое строение западного берега Ладожского озера»
В 1868 году занял должность хранителя Минералогического кабинета.
С 1869 года читал лекции в качестве приват-доцента. 
В 1873 году в Киевском Императорском университете защитил докторскую диссертацию по теме: «Геологические исследования на севере России в 1869 и 1870 годах». Он стал первым доктором минералогии и геологии в Российской империи (до этого присуждалась степень по минералогии и геогнозии). 
В 1873 году был избран экстраординарным, а в 1880 году — ординарным профессором Санкт-Петербургского университета.
Помимо Петербургского университета А. А. Иностранцев читал лекции также в Технологическом институте (с 1874), Военно-медицинской и Инженерной академиях, в Академии Генерального штаба и других учебных заведениях. С 1878 по 1889 год он читал курсы геологии, минералогии и петрографии на Бестужевских Высших женских курсах.
В 1892 году на Урале А. А. Иностранцев открыл коренное месторождение платины.
Главным направлением исследований А. А. Иностранцева была петрография.
На 1-й Сессии Международного геологического конгресса (Париж, 1878) А. А. Иностранцев представлял Российскую империю, был избран членом Комиссии по унификации геологической номенклатуры. На 2-ю Сессию (Болонья, 1881) он приехал как председатель русского комитета Комиссии по унификации системы стратиграфических подразделений. По его предложению термины «группа», «система», «отдел» были утверждены как международные. А. А. Иностранцев входил в Бюро Конгресса как вице-президент от Российской империи.
А. А. Иностранцев воспитал плеяду учеников, среди которых 3 академика, 2 члена-корреспондента, более 10 профессоров. Среди них, основатель научного почвоведения В. В. Докучаев и первая женщина профессор геологии Е. В. Соломко.
Александр Александрович Иностранцев скончался 31 декабря 1919 года в Петрограде. Похоронен на лютеранском Смоленском кладбище.

## Семья
Жена — Иностранцева Мария Федоровна (урождённая Ореус; 1849—17 января 1920).
- Сын — Иностранцев, Константин Александрович (1876—1941) — русский историк-востоковед.

## Награды
- Орден Св. Анны 2-й степени (1885), Орден Св. Анны 1-й степени (1910)
- Орден Св. Равноапостольного Князя Владимира 3-й степени (1890)
- Орден Св. Станислава 1-й степени (1894)
- Знак отличия «В воздаяние 40-летней беспорочной службы» (1908)
- Медаль «В память 300-летия царствования Дома Романовых. 1613—1913 гг.» (1913).
- Золотая медаль им. Ф. П. Литке за «Геологический очерк Повенецкого уезда Олонецкой губернии и его рудных месторождений».

## Членство в организациях
- С 1868 года состоял членом Императорского Минералогического общества.
- Член Санкт-Петербургского общества естествоиспытателей с 1873 года (в 1900 году избран его президентом).
- Член Императорского Московского общества испытателей природы с 1898 года (с 1890 года — почётный член).
- В 1879 году был избран членом Императорского Русского географического общества.
- В 1901 году был избран членом-корреспондентом Императорской Санкт-Петербургской академии наук по разряду физическому.
- Член-корреспондент Естественно-исторического общества (Академия естественных наук, Филадельфия, 1880)
- Член-корреспондент Императорско-королевского геологического общества (Венский технический университет)
- Член-корреспондент Национального естественно-исторического и математического общества (Фрайбергская горная академия)[8].

## Память
Именем А. А. Иностранцева названы залив на западном побережье о. Северный и ледник на архипелаге Новая Земля, пять форм ископаемых организмов из классов брахиопод, головоногих моллюсков и пресмыкающихся, а также ископаемое хищное позвоночное животное из пермских отложений — Иностранцевия (лат. Inostrancevia).